# Инман (Небраска)
Инман (енгл. Inman) град је у америчкој савезној држави Небраска.

## Демографија
По попису из 2010. године број становника је 129, што је 19 (-12,8%) становника мање него 2000. године.
| Група             | 2000.       | 2010.       |
| Белци             | 137 (92,6%) | 125 (96,9%) |
| Афроамериканци    | 0 (0,0%)    | 0 (0,0%)    |
| Азијати           | 0 (0,0%)    | 2 (1,6%)    |
| Хиспаноамериканци | 4 (2,7%)    | 1 (0,8%)    |
| Укупно            | 148         | 129         |